# 茲沃里什泰亞鄉
47°50′N 26°17′E / 47.833°N 26.283°E
茲沃里什泰亞鄉（羅馬尼亞語：Comuna Zvoriștea, Suceava），是羅馬尼亞的鄉份，位於該國東北部，由蘇恰瓦縣負責管轄，面積67平方公里，海拔高度275米，2002年人口6,164，人口密度每平方公里92人。